# Jean Tschopp

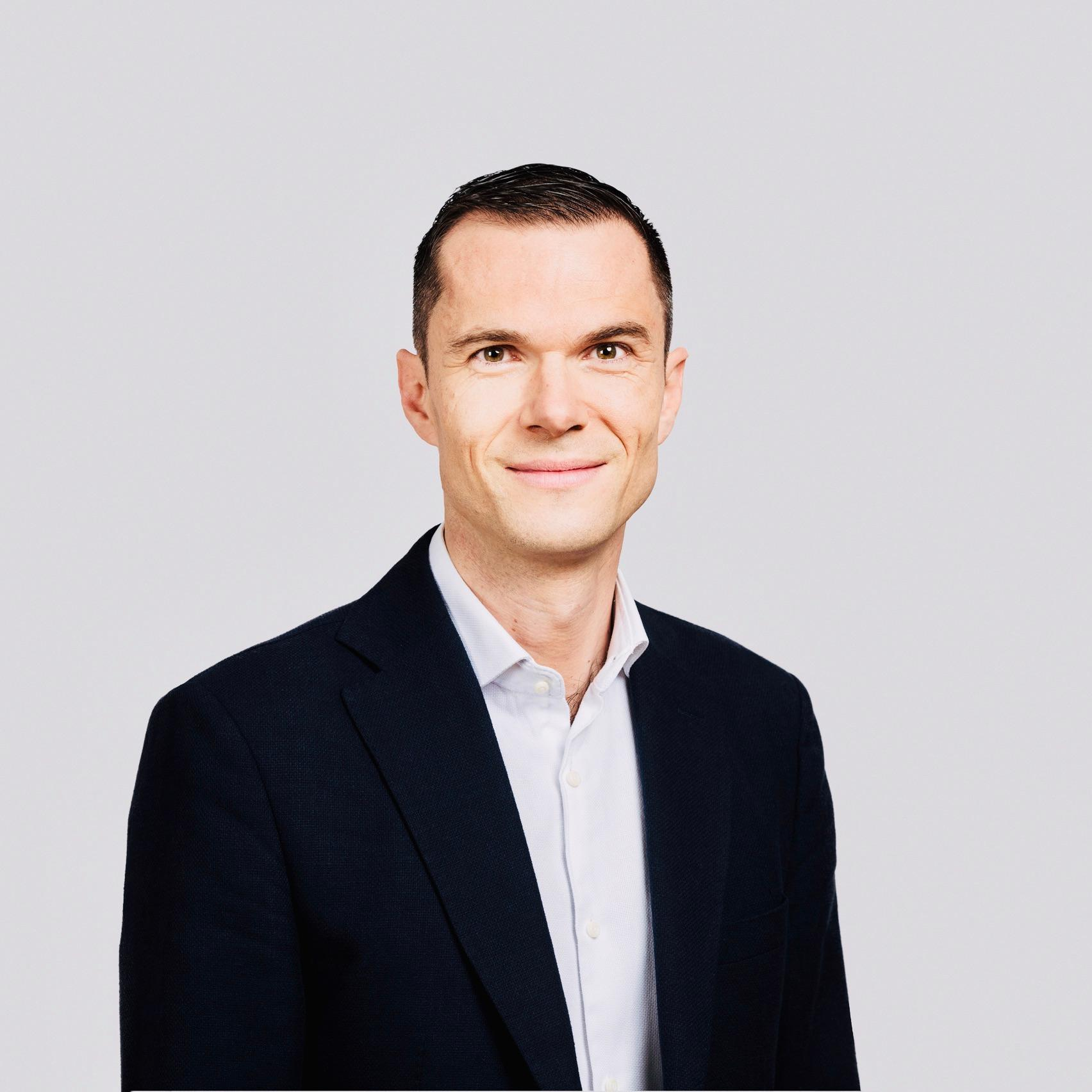
Jean Tschopp

Jean-Christophe Tschopp (* 12. Januar 1982 in Siders; heimatberechtigt in Leukerbad) ist ein Schweizer Politiker (SP) und Jurist. Seit 2023 ist er Nationalrat.

## Leben
Jean Tschopp hat zwei ältere Schwestern, ihr Vater war ausgebildeter Ingenieur und Schreiner im Familienunternehmen. Nachdem er 1992 an Krebs gestorben war, zog die Familie nach Lausanne.
Tschopp hat an der Universität Lausanne (und an den Universitäten Zürich, und Genf sowie in den Niederlanden) Rechtswissenschaften studiert. Seine Doktorarbeit befasst sich mit dem Status und dem Recht indigener Völker.
Nach einem sechsmonatigen Praktikum in der Schweizer Botschaft in Nigeria arbeitete er als Jurist, zunächst 2015 bis Ende August 2020 bei der Gewerkschaft Unia und danach beim Westschweizer Konsumentenverband.
Er ist verheiratet, hat zwei Kinder und wohnt in Lausanne.

## Politik
Tschopp trat 2002 der SP bei.
Seit 2009 ist er Mitglied des Gemeinderats von Lausanne und seit 2012 Mitglied des Grossen Rates des Kantons Waadt. Dort präsidiert er die Fraktion der SP seit 2020, nachdem er vier Jahre lang Vize-Präsident gewesen war. Er profiliert sich in den Bereichen der Gleichstellung der Geschlechter, der Umwelt und der Rassismusbekämpfung.
In den Parlamentswahlen 2023 wurde Tschopp in den Nationalrat gewählt.

## Veröffentlichungen
- Statut et droits collectifs des peuples autochtones. Stämpfli, Bern 2013, ISBN 978-3-7272-7985-0